# Xylographa
Xylographa (Fr.) Fr. (kresecznica, drzewopis) – rodzaj grzybów z rodziny Trapeliaceae. Ze względu na współżycie z glonami zaliczany jest do grupy porostów.

## Systematyka i nazewnictwo
Pozycja w klasyfikacji według Index Fungorum: Trapeliaceae, Baeomycetales, Ostropomycetidae, Lecanoromycetes, Pezizomycotina, Ascomycota, Fungi.
Synonimy nazwy naukowej: Spiloma Ach., Methodus, 
Spilonematopsis Vain. 
Stictis subgen. Xylographa Fr., 
Xylographomyces Cif. & Tomas.
Nazwa polska według W. Fałtynowicza.

## Niektóre gatunki
- Xylographa hians Tuck. 1888
- Xylographa opegraphella Nyl. 1857
- Xylographa parallela (Ach.) Fr. 1849 – kresecznica równoległa, k. drobna, drzewopis równoległy
- Xylographa perminuta (Juss. ex Müll. Arg.) R.W. Rogers 1982
- Xylographa trunciseda (Th. Fr.) Minks ex Redinger 1938
- Xylographa vitiligo (Ach.) J.R. Laundon 1963 – kresecznica winna

Nazwy naukowe na podstawie Index Fungorum. Uwzględniono tylko taksony zweryfikowane. Nazwy polskie według W. Fałtynowicza.